# Andrenosoma albolineata
Andrenosoma albolineata är en tvåvingeart som först beskrevs av Macquart 1850.  Andrenosoma albolineata ingår i släktet Andrenosoma och familjen rovflugor.
Artens utbredningsområde är Bolivia. Inga underarter finns listade i Catalogue of Life.